# Eneryda
Eneryda – miejscowość (tätort) w południowej Szwecji, w regionie administracyjnym (län) Kronoberg (gmina Älmhult).
Miejscowość jest położona w południowo-zachodniej części prowincji historycznej (landskap) Smalandia, ok. 40 km na południowy zachód od Växjö, między drogą krajową nr 23 i linią kolejową Södra stambanan.
W 2010 Eneryda liczyła 338 mieszkańców.